# Tom Werner
Thomas Charles Werner, detto Tom (New York, 12 aprile 1950), è un produttore televisivo e imprenditore statunitense. Secondo Forbes, nel 2024 ha un patrimonio stimato di 2 miliardi di dollari.
Dal 2010 è presidente del Liverpool, squadra militante nella Premier League inglese.